# 利勒昂多东
利勒昂多东（法語：L'Isle-en-Dodon，法語發音：[lil ɑ̃ dɔdɔ̃]）是法国上加龙省的一个市镇，属于圣戈当区。

## 地名
法语地名中的“en”常接地区名称，表示“在……地区”，但此处的“多东”（Dodon）并非地区名称，而是来自利勒领主（seigneur de l'Isle）的名字。

## 地理
利勒昂多东（43°22'53"N, 0°50'7"E）面积22.58 平方千米，位于法国奧克西塔尼大區上加龙省，该省份为法国西南部内陆省份，西南端与西班牙接壤，自此顺时针与上比利牛斯省、热尔省、塔恩-加龙省、塔恩省、奥德省和阿列日省接壤。
与利勒昂多东接壤的市镇（或旧市镇、城区）包括：布瓦塞德、阿加萨克、阿南、库埃耶、马尔蒂塞尔、米朗博、莫拉、皮莫兰、圣弗拉茹、图尔南。
利勒昂多东的时区为UTC+01:00、UTC+02:00（夏令时）。

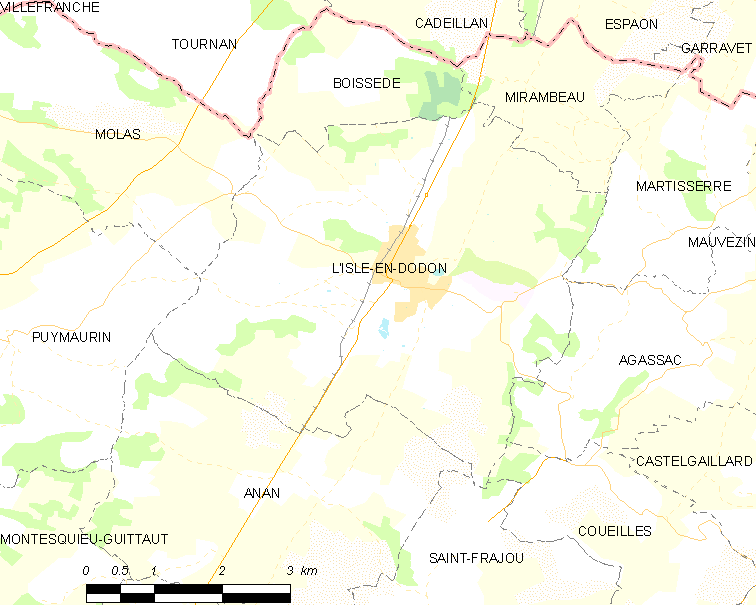
利勒昂多东的OSM定位图

## 行政
利勒昂多东的邮政编码为31230，INSEE市镇编码为31239。

## 政治
利勒昂多东所属的省级选区为卡泽尔县。

## 人口

1962-2008年间利勒昂多东人口变化图示

利勒昂多东于2022年1月1日时的人口数量为1622人。